# Monte Uliaga
Il Monte Uliaga è un antico stratovulcano che compone l'omonima isola appartenente alle Aleutine. Non sono note eruzioni avvenute in tempi storici e i suoi fianchi molto erosi lo testimoniano.